# درخت انجیر معابد
درخت انجیر معابد (چاپ ۱۳۷۹)، آخرین رمان چاپ شدهٔ احمد محمود است.
رمان درخت انجیر معابد از بسیاری جهات در ادبیات ایران کم‌نظیر است. از جملهٔ این ویژگی‌ها به تعدد پرسوناژهای اثر می‌توان اشاره کرد. در این رمان حدود ۲۴۰ شخصیت خلق شده که حدود ۶۰ تای آن‌ها به‌طور مستقیم در داستان نقش دارند.
دیگر ویژگی قابل ذکر نوع خاص حرکت در زمان است که با استفاده از عوامل مشترک در گذشته و حال انجام می‌شود و خواننده گاهی دقیقاً نمی‌داند در چه ظرف زمانی قرار دارد.
این رمان از بعد روانشناسی شامل روانشناسی فردی و اجتماعی است.
موضوع داستان درختی است به نام انجیر معابد، که در مناطق جنوب ایران رشد می‌کنند و ریشه‌های هوایی و پیش رونده دارد. در فرهنگ مردم ایران این درخت درختی مقدس است. داستان از آنجایی شکل خاص به خود می‌گیرد که در تلاشی برای قطع کردن درخت، از آن خون جاری می‌شود. داستان حول و حوش اعضای خانواده‌ای می‌گذرد که این درخت در منزل آنان قرار دارد.

## داستان
شخصیت اصلی این داستان فرامرز آذرپاد، پسر جوان و ارشد خانواده اشرافی آذرپاد است. خانواده‌ای متشکل از سه فرزند که به همراه پدر و مادر و عمه خود، مجموعه‌ای شش‌نفره را می‌سازد. فرامرز آذرپاد ترسیم جوانی رنجور است که پس از مرگ پدرش، اسفندیار خان آذرپاد، و دیدن درماندگی و زوال خانواده خود به همراه عمه تاج‌الملوک در خانه‌ای نزدیک به خانه‌ی از دست‌ رفتهٔ اشرافی‌شان ساکن می‌شود تا خود شاهد به یغما رفتن ثروت و خانه‌شان باشد. پس از این اتفاق وی در پی دوباره به دست آوردن موقعیت اجتماعی و مالی سابق خود دست به هر تلاشی می‌زند و در هر لحظه خانواده خود را از هم گسیخته‌تر از قبل نظاره می‌کند.

## جوایز
- ۱۳۷۹ - برندهٔ دورهٔ اول جایزهٔ هوشنگ گلشیری به عنوان بهترین رمان.